# Lepidotrigla marisinensis
Lepidotrigla marisinensis és una espècie de peix pertanyent a la família dels tríglids present al Pacífic occidental: les illes Filipines i el nord-est del mar de la Xina Meridional.
És un peix marí, demersal i de clima tropical que viu fins als 70 m de fondària.
És inofensiu per als humans.